# Boss & Me
Boss & Me (Chino: 杉衫来了), es una serie de televisión china transmitida del 8 de julio del 2014 hasta el 22 de julio del 2014 a través de Jiangsu TV y Dragon TV. 
La serie estuvo basada en la novela "Shan Shan Comes to Eat" de Gu Man.  

## Sinopsis
Feng Teng, es un hombre de corazón frío y el rico heredero y presidente de "Feng Teng Company", un conglomerado gigante. Su hermana menor Feng Yue, tiene tipo de sangre muy raro, por lo que recluta a la joven Xue Shan Shan, quien tiene el mismo tipo de sangre que Feng Yue, en su empresa para que sea donante de sangre, ya que su hermana necesita una transfusión para dar a luz. 
Xue Shan Shan ahora como una nueva empleada de la compañía, pronto se encuentra en una situación confusa, se encuentra realizando y termina realizando la donación de sangre sin saber el destinatario, Feng Teng se siente en deuda, pero en lugar de pagarle con dinero, su hermana le sugiere enviarle comidas nutritivas para que se recupere como forma de agradecimiento.
Cuando Feng Teng comienza a conocer a Shan Shan, se da cuenta de que en realidad es una mujer inocente y de corazón amable más allá de su torpeza, y comienza a enamorarse de ella. Cuando la amiga de la infancia de Feng Teng, Yuan Lishu regresa al país, se sorprende al descubrir que él está enamorado de Shan Shan, por lo que trata de competir con ella por el amor de Feng Teng, a pesar de que él no está enamorado de ella. 
Junto con Zheng Qi, el mejor amigo de Feng Teng, Yuan Lishu y Zheng Qi hacen todo lo posible por separar a la pareja, creando conflictos entre ellos. Sin embargo los malentendidos sólo sirven para fortalecer la relación entre Feng Teng y Shan Shan, pronto con su conservación y trabajo duro, Shan Shan logra ser victoriosa en el amor.

## Reparto

### Personajes principales
| Actor        | Personaje    | Nº de episodios | Notas |
| ------------ | ------------ | --------------- | ----- |
| Hans Zhang   | Feng Teng    | 33              |       |
| Zhao Liying  | Xue Shanshan | 33              |       |
| Huang Ming   | Zheng Qi     | -               |       |
| Li Chengyuan | Yuan Lishu   | -               |       |

### Personajes secundarios

#### Familia de Feng Teng
| Actor             | Personaje | Nº de episodios | Notas                             |
| ----------------- | --------- | --------------- | --------------------------------- |
| Zhang Yang Guo'er | Feng Yue  | -               | Es la hermana menor de Feng Teng. |
| Bai Keli          | Yan Qing  | -               | Es el esposo de Feng Yue.         |

#### Familia de Shashan
| Actor         | Personaje    | Nº de episodios | Notas                                                              |
| ------------- | ------------ | --------------- | ------------------------------------------------------------------ |
| Shi Anni      | Xue Liuliu   | -               | Es la prima de Xue Shanshan.                                       |
| Wang Ting     | Lu Shuangyi  | -               | Es la mejor amiga de Xue Shanshan.                                 |
| Cui Yongxuan  | Du Fan       | -               | Es el colega de Xue Shanshan y el novio de Lu Shuangyi.            |
| Zhu Jian      | -            | -               | Es el padre de Xue Shanshan.                                       |
| Zhou Hong     | -            | -               | Es la madre de Xue Shanshan.                                       |
| Lian Shuliang | -            | -               | Es el abuelo de Xue Shanshan.                                      |
| Qin Yue       | -            | -               | Es la tía de Xue Shanshan y la madre de Xue Liuliu y Xue Tongtong. |
| Yao Chenghao  | Xue Tongtong | -               | Es el primo de Xue Shanshan y el hermano de Xue Liuliu             |

#### Empleados de Feng Teng Company
| Actor       | Personaje    | Nº de episodios | Notas |
| ----------- | ------------ | --------------- | ----- |
| Li Fangding | Zhou Xiaowei | -               |       |
| Long Yiyi   | Linda        | -               |       |
| He Huan     | Ah Mei       | -               |       |
| Cao Shiping | Jefe Lian    | -               |       |
| Liu Yujin   | Ah Jia       | -               |       |
| Zhang Youyi | Xiao Xuan    | -               |       |
| Jiang Dai   | Xi Xi        | -               |       |
| Han Yan     | Qiao Qiao    | -               |       |
| Suriya      | Cheng Juan   | -               |       |

### Otros personajes
| Actor       | Personaje    | Nº de episodios | Notas                       |
| ----------- | ------------ | --------------- | --------------------------- |
| Yang Kailin | Wang Pinruo  | -               | Es la exnovia de Feng Teng. |
| Chai Haowei | You Chenghao | -               | Es el novio de Xue Liuliu.  |

## Episodios
La serie estuvo conformada por 33 episodios, los cuales fueron emitidos tres por día todos de lunes a viernes a las 19:30hrs. y todos dos episodios todos los sábados y domingos.

## Música
La música de apertura de la serie fue "Wind's Promise" interpretada por Hans Zhang. 
Mientras que la música de cierre fue "Involuntary" interpretada por la cantante He Jie.
| No. | Artista    | Canción                   | Notas               |
| --- | ---------- | ------------------------- | ------------------- |
| 1   | Hans Zhang | Wind's Promise (风之诺言) | (canción de inicio) |
| 2   | He Jie     | Involuntary (身不由己)    | (canción de inicio) |
| 3   | Gao Shan   | Roll the Dice             |                     |
| 4   | Dish       | By Chance                 |                     |

## Premios y nominaciones
| Año  | Categoría                             | Premio                               | Nominado (a) | Resultado |
| ---- | ------------------------------------- | ------------------------------------ | ------------ | --------- |
| 2015 | Asian Star Award                      | 10th Seoul International Drama Award | Hans Zhang   | Ganó      |
| 2015 | Most Popular Actress (Mainland China) | 6th China TV Drama Award             | Zhao Liying  | Ganó      |

## Producción
La serie también fue conocida como Shan Shan Comes to Eat y estuvo basada en "Shan Shan Comes to Eat" de Gu Man (顾漫).
Fue dirigida por Liu Junjie y escrita por "Good Story Workshop", La producción estuvo a cargo de Su Jiangyu, quien contó con el apoyo del productor ejecutivo Wu Tao.
Contó con el apoyo de la compañía de producción "Shanghai Croton Culture Media Co., Ltd.", quien también distribuyó la serie.
La serie fue emitida por Jiangsu TV y Dragon TV.

### Popularidad
La serie fue un éxito comercial en China, encabezando la tabla de calificaciones y tendencias en línea con frases virales. 
También fue popular en otros países como Rusia y Corea del Sur.